# Raymond (Wisconsin)
Pour les articles homonymes, voir Raymond.
Raymond est un village du comté de Racine, dans l'État du Wisconsin, aux États-Unis. En 2020, il comptait une population de 3 926 habitants.